# Can Domènech (Sant Esteve Sesrovires)
Can Domènech és una masia del municipi de Sant Esteve Sesrovires (Baix Llobregat) inclosa en l'Inventari del Patrimoni Arquitectònic de Catalunya.

## Descripció
La masia de can Domènech es troba a llevant del nucli de Sant Esteve Sesrovires, en el polígon de can Serra. Està ubicada en un turó molt propera a l'antiga masia de can Serra que dona nom aquesta zona. A l'entorn de la masia encara hi ha una zona boscosa i conreu de vinya, tot i que es troba propera a un polígon industrial.
La masia forma part d'un conjunt en el qual la casa és l'element central i l'enclavament principal. Al voltant hi ha altres construccions que formen part del sistema d'explotació de l'antiga masia. La casa es va transformar en residència d'estiueig a principis del segle xx.
L'edifici principal, la masia, està formada per un conjunt de volums de diferents èpoques que es van anar afegint al cos principal originari, que per l'estructura que presenta, probablement dati de principis del segle xix malgrat hagués pogut utilitzar elements anteriors. No segueix una estructura en planta característica de les masies, tot i que presenta dues crugies paral·leles que podríem identificar com el cos central al que queden afegits els cossos de diferent estructura per les bandes de migdia, ponent i tramuntana. Cada un dels cossos afegits va sorgir per una necessitat concreta que veurem més endavant.
El conjunt té planta baixa i pis, amb teulada a doble vessant al cos principal i carener paral·lel a la façana que s'obre a llevant. La resta de cossos alterna teulades de doble i a una vessant. Els materials constructius són maó i pedra pels murs, i bigues de fusta que suporten teules àrabs sobre rajols ceràmics. Es tracta de materials constructius força moderns, tot i que la forma de construcció respon a paràmetres antics si tenim en compte que els murs són d'un gruix considerable, ja que la casa es fonamenta en part directament sobre la roca del subsòl.
Podem distingir diferents espais o grups d'espais en l'edifici principal. D'una banda l'habitatge, que es troba al sector de migdia, format per tres crugies paral·leles i una quarta afegida transversalment a aquestes pel costat de ponent. D'una banda l'habitatge, que es troba al sector de migdia, format per tres crugies paral·leles i una quarta afegida transversalment a aquestes pel costat de ponent. Aquest habitatge no té elements artístics o ornamentals d'interès, exceptuant una nevera de gel encastada a la cuina de la planta baixa. A la planta baixa hi ha la sala a la crugia central, una eixida o galeria fruit d'una ampliació dels anys 1950 a migdia, el vestíbul amb l'entrada principal a la crugia de tramuntana, i la cuina al cos afegit de ponent. El nucli de comunicacions amb la primera planta i amb els espais de treball es troba al vestíbul, on també hi ha un gran safareig o pica d'obra. Al primer pis hi ha una sala central, tres habitacions a la crugia de migdia, quatre a la crugia de tramuntana i tres a la de ponent.
Afegits al cos central, per les bandes de tramuntana i ponent, hi ha els espais productius de la casa, és a dir, els cellers i quatre tines a la planta baixa, mente que les boques superiors de les tines i la premsa es troben a la primera planta. L'accés a aquest espai del primer pis es realitza a peu pla des d'un pati situat a nord-oest, de manera que es podia entrar el raïm directament als cups o tines un cop premsat, i també mitjançant una escala des del vestíbul principal que té una porta oberta a llevant, a la mateixa façana que la porta principal. En aquest vestíbul es conserva un plafó de rajoles ceràmiques de finals del segle xix que tenen cert interès artístic. Al pis també hi ha l'antic habitatge del masover, format per dues habitacions i la cuina.
Un tercer cos afegit és l'habitatge de l'actual masover, situat a la banda de ponent del conjunt. Aquest no té elements arquitectònics singulars.
Davant de la façana hi ha un jardí amb piscina. L'aigua que sobreïx de la piscina s'aprofita per regar els horts que estan col·locats en terrasses. Els murs de contenció estan construïts amb maons desgastats o rodats que s'aconseguien posant dins de sacs i enfonsant al mar un temps.

## Història
Sembla que la casa fou construïda en la segona meitat del segle xviii, tot i que podria ser que en aquest mateix indret hi hagués hagut un habitatge anteriorment. La família Domènech està documentada des de l'any 1710 en una relació dels caps de casa. En un document del 1859 que recull les masies del terme de Sant Esteve Sesrovires apareix esmentada can Domènech.